# Chrysothrix chlorina
Chrysothrix chlorina é uma espécie de líquen leproso (pulverulento) e crostoso pertencente à família Chrysotrichaceae. Descrito cientificamente pelo liquenólogo sueco Erik Acharius há mais de 200 anos, o líquen passou por diversas reclassificações em diferentes gêneros ao longo de sua história taxonômica, até ser transferido para o gênero Chrysothrix em 1981. Possui uma distribuição circumboreal, ou seja, ocorre em regiões boreais do norte do planeta. É predominantemente saxícola (habita rochas), especialmente na face inferior de saliências rochosas, mas em raros casos foi registrado como cortícola (crescendo em cascas de árvores) e em outras superfícies.
O talo do líquen é uma camada amarela a verde-amarelada composta por fungos e algas verdes agrupados em aglomerados pulverulentos chamados sorédios. Não possui apotécios nem picnídios, estruturas reprodutivas comuns em outros líquens. Chrysothrix chlorina assemelha-se a várias outras espécies de líquens, mas pode ser diferenciado com base em sua composição química e características morfológicas. Confusões históricas e identificações errôneas ocorreram, especialmente com espécies como Chrysothrix candelaris e Psilolechia lucida. Na Índia, Chrysothrix chlorina é utilizado para tingimento, e estudos do século XIX na Suécia revelaram que pode produzir 14 cores distintas.

## História taxonômica
Originalmente descrita pelo liquenologista sueco Erik Acharius em 1799, a Chrysothrix chlorina foi inicialmente denominada Lepraria chlorina. O diagnóstico em latim de Acharius (crustaceus pulverulentus sublanuginosus pulvinato conglomeratus mollis flavissimus) caracterizou o líquen como crocante, pulverulento, levemente lanoso, almofadado, agrupado, macio e muito amarelo. O epíteto específico chlorina deriva da palavra em latim chlorinus, que significa verde-amarelado.
Em Lichenographia Britannica (1839), Dawson Turner e William Borrer elogiaram a aparência elegante do líquen, comparando-o a uma Conferva (um gênero de algas) ramificada, coberta por um fino pó amarelo. Eles observaram que, ao serem raspados de rochas, os propágulos amarelos permaneciam unidos em massas almofadadas, que flutuavam na água e resistiam à submersão. A textura do líquen, segundo eles, era macia e facilmente danificada ao toque.
A espécie passou por várias mudanças taxonômicas, sendo proposta ou transferida para diferentes gêneros ao longo de sua história. Foi finalmente transferida para o gênero Chrysothrix pelo liquenólogo britânico Jack Laundon em sua monografia de 1981. Laundon destacou semelhanças entre C. chlorina e C. candelaris com base na aparência grosseira e amarela do talo. Contudo, ao contrário de C. candelaris, C. chlorina é estéril, ou seja, não produz estruturas reprodutivas sexuais, como apotécios, o que dificulta sua classificação, já que essas estruturas são frequentemente usadas para diferenciar espécies de líquens próximas.
Em 1803, James Sowerby descreveu Farinaria sparsa como uma nova espécie, um fungo amarelo encontrado na face inferior do Lanyon Quoit, um dólmen em Cornwall, Inglaterra, ilustrado em sua obra Coloured Figures of English Fungi or Mushrooms. Em 1959, Elke Mackenzie destacou a crença de Rolf Santesson de que esse táxon provavelmente se referia a C. candelaris. Até 2008, vários táxons foram identificados como sinônimos de Chrysothrix chlorina. Em 2013, os liquenólogos Kerry Knudsen e Frank Bungartz expressaram preocupações sobre a classificação consistente de C. candelaris, sugerindo que ela permanece uma espécie heterogênea e frequentemente mal identificada, especialmente na Europa e na América do Norte.

## Descrição

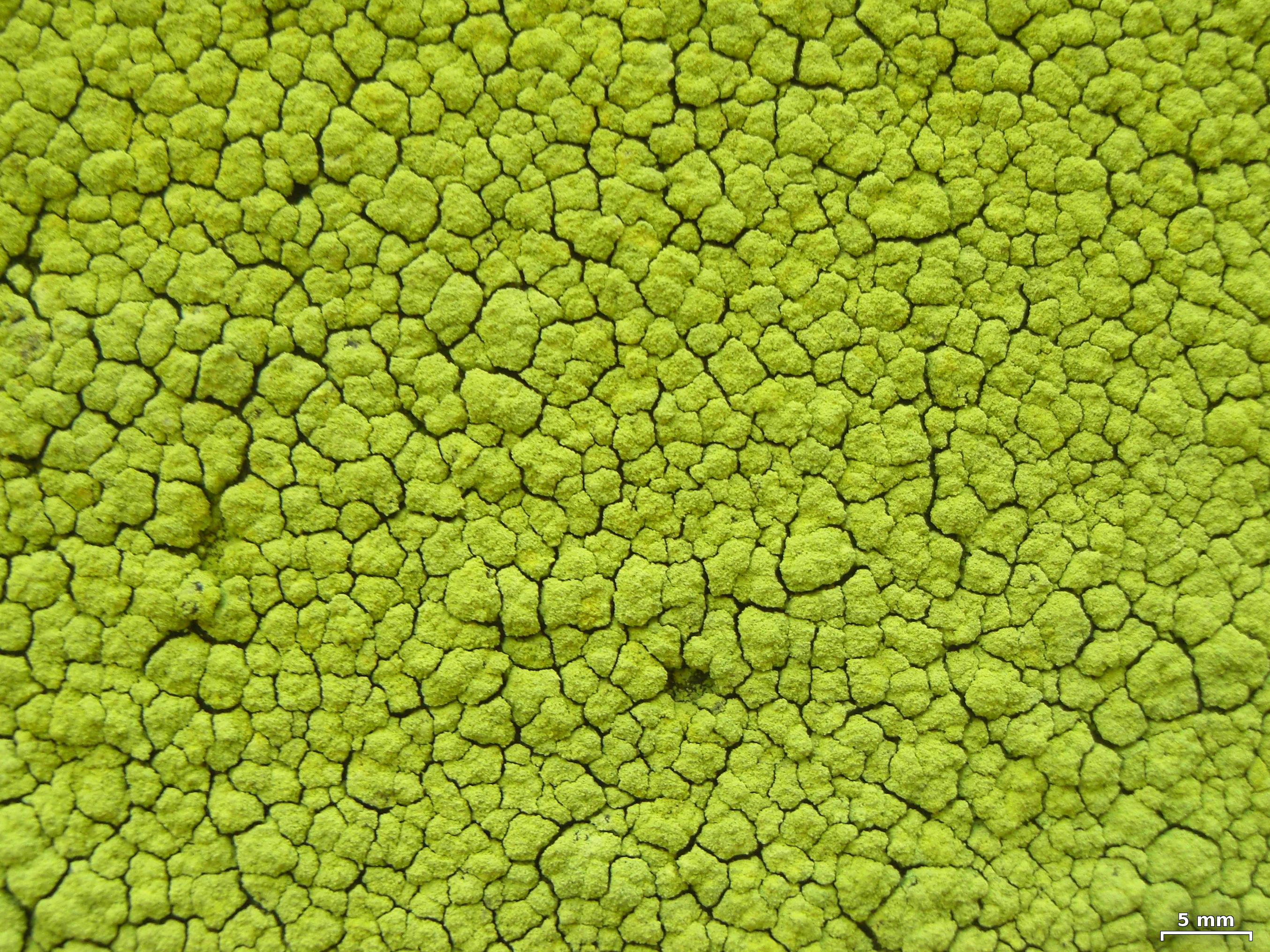
Aproximação da textura areolada; barra de escala = 5 mm

O líquen é caracterizado por seu talo crostoso e leproso (pulverulento). Geralmente forma um talo contínuo, que varia de não areolado a fortemente areolado, com coloração amarela a verde-amarelada. Essa crosta é composta por grânulos pulverulentos com diâmetros entre 0,1 e 0,2 mm, podendo atingir cerca de 1 mm de espessura. Esses grânulos, conhecidos como sorédios (um tipo de propágulo reprodutivo), consistem em células algais envoltas por hifas fúngicas. A espécie não apresenta margem no talo nem protalo, e é desprovida de apotécios (estruturas reprodutivas sexuais) e picnídios (estruturas reprodutivas assexuais).
O fotobionte simbiótico em Chrysothrix chlorina pertence ao gênero Chlorella, que inclui algas verdes unicelulares. Essas células algais têm até 15 μm de diâmetro, enquanto as hifas fúngicas possuem diâmetro de 2 a 4 μm.

### Química
Chrysothrix chlorina contém uma série de produtos liquênicos, incluindo calicina, ácido leprapínico, ácido vulpínico [en], zeorina e traços de ácido pulvínico e terpenoides não identificados. Essas assinaturas químicas ajudam a diferenciá-lo de outros líquens estéreis que carecem de características distintas. Historicamente, Laundon identificou esses pigmentos usando testes de microcristais, mas análises contemporâneas preferem métodos mais sensíveis, como cromatografia em camada delgada. Testes químicos padrão no talo geralmente apresentam resultados de C−, K± (laranja fraco), KC± (vermelho), Pd− e UV+ (laranja).
Embora o estudo de Laundon em 1981 tenha sugerido que o líquen possuía um único quimiotipo com calicina e ácido vulpínico, pesquisas posteriores indicam maior variabilidade química. Por exemplo, Tor Tønsberg identificou consistentemente ácido pulvínico e zeorina em amostras coletadas de rochas e cascas. Além disso, amostras de líquens da Antártida apresentaram um quimiotipo único, composto apenas por ácido vulpínico, uma composição não relatada em outras regiões.

## Espécies semelhantes
Chrysothrix chlorina assemelha-se a várias espécies, incluindo C. candelaris e formas estéreis de Psilolechia lucida. As distinções podem ser feitas com base em suas composições químicas e características do talo. Por exemplo, C. chlorina contém consistentemente ácido vulpínico, ausente em C. candelaris. Enquanto isso, Psilolechia lucida apresenta um talo pulverulento verde-amarelado menos vibrante que o de C. chlorina, devido à presença de ácido rizocárpico. Testes químicos são essenciais para distinguir espécimes desafiadores com precisão.
Historicamente, alguns autores identificaram erroneamente Chrysothrix chlorina como o talo de uma espécie de Calicium, resultando no uso incorreto do nome Calicium chlorinum. Essa confusão provavelmente ocorreu quando espécimes de Calicium chlorinum foram cobertos por Chrysothrix chlorina, uma situação também observada com C. candelaris.
Chrysothrix chlorina diferencia-se de uma espécie semelhante, Chrysothrix onokoensis, por seu perfil químico único, particularmente pela presença de calicina, ácido vulpínico e zeorina, enquanto a última pode conter ácido leprapínico. Morfologicamente, Chrysothrix chlorina tende a ter grânulos densamente compactados que formam uma crosta compacta. Essa crosta, especialmente em espécimes do leste da América do Norte, não apresenta bicromia significativa em seção transversal e frequentemente carece de uma camada clara de rizohifas. No entanto, as regiões inferiores da crosta podem parecer ligeiramente mais claras.
Outra espécie semelhante do leste da América do Norte, Chrysothrix susquehannensis, difere quimicamente de C. chlorina por produzir ácido lecanórico, ácido rizocárpico e epanorina como produtos liquênicos. Morfologicamente, possui uma crosta mais fina, cresce em diferentes substratos, como almofadas de musgo e bolsões de solo ou matéria orgânica em afloramentos rochosos sombreados, e é conhecida apenas em Pensilvânia, EUA.

## Habitat, distribuição e ecologia

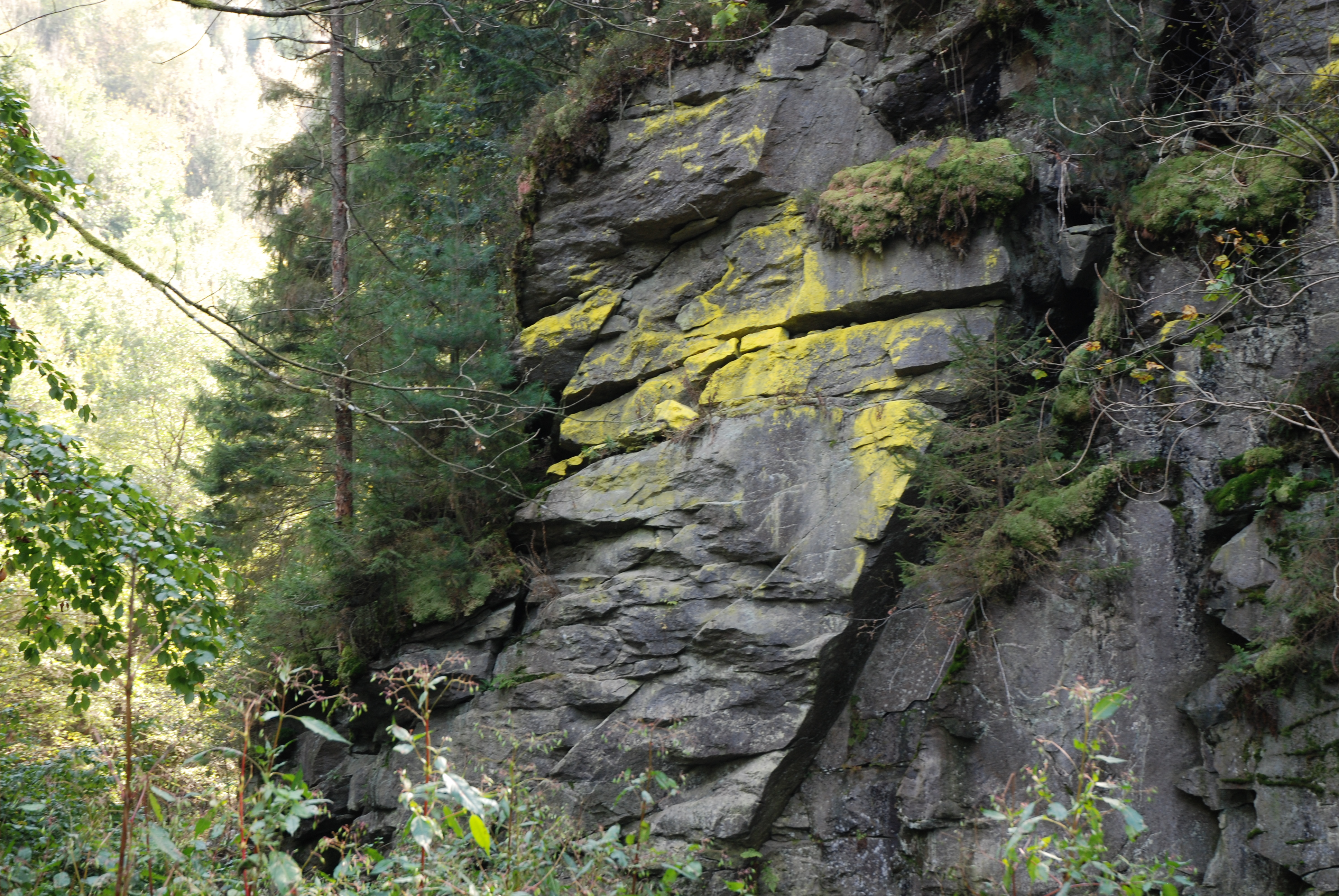
Saliências rochosas são um habitat típico para C. chlorina.

Chrysothrix chlorina tem uma distribuição circumboreal, prosperando principalmente nas zonas de floresta boreal da Europa, desde o norte da Itália até a Escandinávia. Sua presença também é registrada no Himalaia e na América do Norte, onde prefere locais secos e sombreados sob saliências e fendas rochosas. Ocasionalmente, estende-se a musgos e outros líquens. No leste da América do Norte, possui uma distribuição setentrional, com coletas documentadas até o norte do Lago Nipigon, Ontário, e Vermont. Registros adicionais indicam ocorrências em Macaronésia, Antártida, e no Ártico Russo. Um espécime do distrito de Tehri Garhwal, Uttar Pradesh, Índia, foi coletado a uma altitude de 3.350 m.
Chrysothrix chlorina prefere ambientes sombreados e evita áreas com altos níveis de nitrogênio, como próximo a colônias de aves. Sua preferência por locais sombreados é maior que a de Lepraria incana, outro líquen leproso comum. Embora raramente cresça em cascas, quando o faz, opta por troncos altamente ácidos de coníferas. Casos de ocorrência em superfícies artificiais são raros. Na Estônia, é exclusivo de florestas antigas e geralmente encontrado em espruces. Por isso, é proposto como um indicador de continuidade florestal prolongada em ambientes de coníferas. Um estudo na bacia hidrográfica de Suruli, nos Ghats Ocidentais do Sul, documentou Chrysothrix chlorina em vários substratos: casca, rocha, madeira, folhas, musgo e solo. O líquen se estabelece principalmente em rochas, especialmente em microambientes protegidos de taludes não calcários e regiões de falésias, que oferecem iluminação adequada, mantêm a umidade e protegem contra excesso de água.
Um novo vírus dsRNA de quatro segmentos, chamado Chrysothrix chrysovirus 1 (CcCV1), foi detectado em Chrysothrix chlorina. Esse vírus, relacionado aos do gênero Alphachrysovirus, apresenta semelhança filogenética com crisovírus encontrados em fungos ascomicetos filamentosos. É um dos primeiros micovírus identificados em um líquen. O fungo liquenícola [en] Marchandiomyces corallinum foi relatado como crescendo em C. chlorina.
Evidências sugerem que derivados do ácido pulvínico desempenham um papel protetor no líquen, afastando herbívoros específicos e exibindo atividade antibacteriana contra bactérias gram-positivas.

## Usos
No estado de Jammu e Caxemira, Índia, Chrysothrix chlorina é usado como agente de tingimento. No início do século XIX, o médico e naturalista sueco Johan Peter Westring (1753–1833) conduziu pesquisas sobre o potencial de tingimento de vários líquens, documentando suas descobertas em 1805. Entre os líquens investigados estava um referido como Flock-laf, ou "líquen de pó de mostarda", então conhecido cientificamente como Pulveraria chlorina. Os experimentos de Westring com esse líquen produziram um espectro de 14 cores distintas, variando de amarelo claro a tons de verde, azul, vermelho, marrom, até quase preto.